# Roy Henkel
Reinhold Henkel, detto Roy (22 agosto 1905 – Vancouver, 6 ottobre 1981), è stato un hockeista su ghiaccio canadese.

## Palmarès

### Olimpiadi invernali
- Oro a Lake Placid 1932 nell'hockey su ghiaccio.